# Chiliomodi
Chiliomodi (in greco Χιλιομόδι /çiljɔˈmɔði/) è un villaggio situato al centro-est della Corinzia, nel Peloponneso. È la sede del comune di Tenea (in greco Τενέα?) in cui il nome risale a tempi antichi.
Chiliomodi si trova sulla GR-7, la vecchia strada di collegamento tra Tripoli e Corinto. Si trova a 18 km da quest'ultima, 37 km da Argo, circa 45 km da Nauplia, e circa 65 km da Tripoli.
Chiliomodi ha una scuola, un liceo, una chiesa, banche, una stazione di polizia, una stazione ferroviaria,  un serbatoio d'acqua a torre, una squadra di calcio junior, ed una piazza. Essa è situata in una valle e costituita da boschi in cui si pratica coltivazione di alcuni frutti ed ortaggi e pastorizia. A sud-est vi è un'altra piccola valle, le cui montagne sono coperte di alberi. La parte più a sud-est del comune è scarsamente popolata e vi è situata una strada che collega la parte settentrionale dell'Argolide al suo confine con Micene. Le altre strade sono di ghiaia e inutilizzabili.
Chiliomodi ha anche una foresta, chiamata Magemeno, un campo ed un osservatorio chiamato Stephanoin.
Il 17 luglio 2007 scoppiò nella zona un incendio catastrofico, che bruciò migliaia di ettari di terra sulle montagne fuori Mapsos nella foresta Magemeno. Pompieri dotati di elicotteri e di due aeroplani combatterono contro le fiamme per evitare che queste entrassero nel villaggio e nelle sue fattorie. L'incendio scoppiò nelle ore del pomeriggio e proseguì fino alla sera prima di cessare. Circa 15 edifici e diverse proprietà subirono danni. Quello che era un bellissimo e prestigioso scenario mutò in una distesa di cenere. Una decina di pali della luce bruciarono e crollarono lasciando la zona intorno a Chiliomodi nel blackout; i suoi abitanti furono quindi evacuati nei vicini villaggi per evitare problemi.